# Ермолинский, Григорий Иванович
Григорий Иванович Ермолинский (1808 — после 1863) — генерал-лейтенант флота в отставке.
Его родители — дворяне: прапорщик Иван Игнатьевич Ермолинский из рода Ермолинских; Аграфена Акимовна, происходившая из дворянского рода Болтов.
Вступил гардемарином в Морской кадетский корпус 13 июня 1821 года; плавал на фрегатах «Ураний», «Малый», «Александр Невский». Произведён в мичманы 21 апреля 1824 года после окончания Морского кадетского корпуса с назначение в 1-й флотский экипаж. Переведён 12 ноября 1826 года в учебный морской экипаж, а 2 декабря 1828 года — в 27-й флотский экипаж Балтийского флота. 
Лейтенант с 1 января 1830 года, капитан-лейтенант с 6 декабря 1839 года.
Переведён 1 января 1840 года в 23-й флотский экипаж с назначением командиром люгера «Стрельня», затем, командуя пароходом «Проворный», ходил вместе с герцогом Максимилианом Лейхтенбергским в Стокгольм. С 10 апреля 1841 года командовал пароходом «Ладога», а с 15 июля 1844 года пароходом-фрегатом «Смелый». Но уже 13 декабря того же года переведён в 21-й флотский экипаж. 
Капитан 2-го ранга с 30 августа 1848, капитан 1-го ранга с 30 марта 1852, генерал-майор флота с 17 апреля 1858 года.
За выслугу в офицерских чинах был награждён орденом Святого Георгия 4-го класса (ноябрь 1850). имел также награждение орденами Св. Станислава 2-й степени с императорской короной, Св. Анны 2-й степени, шведского Меча 3-й степени, датского креста Данеборга 3-й степени, норвежского Св. Алафа 3-й степени.
С 30 марта 1854 года — презус комиссии военного суда при Кронштадтском порте. С 7 марта 1860 года состоял по резервному флоту.
22 апреля 1863 года был уволен в отставку с производством в генерал-лейтенанты флота.

## Источник
- Ермолинский Н. Н. Ермолинские : К 500-летию рода. — СПб.: тип. К.Ф. Далин, 1907. — 166 с.